# Авиация дальнего действия СССР

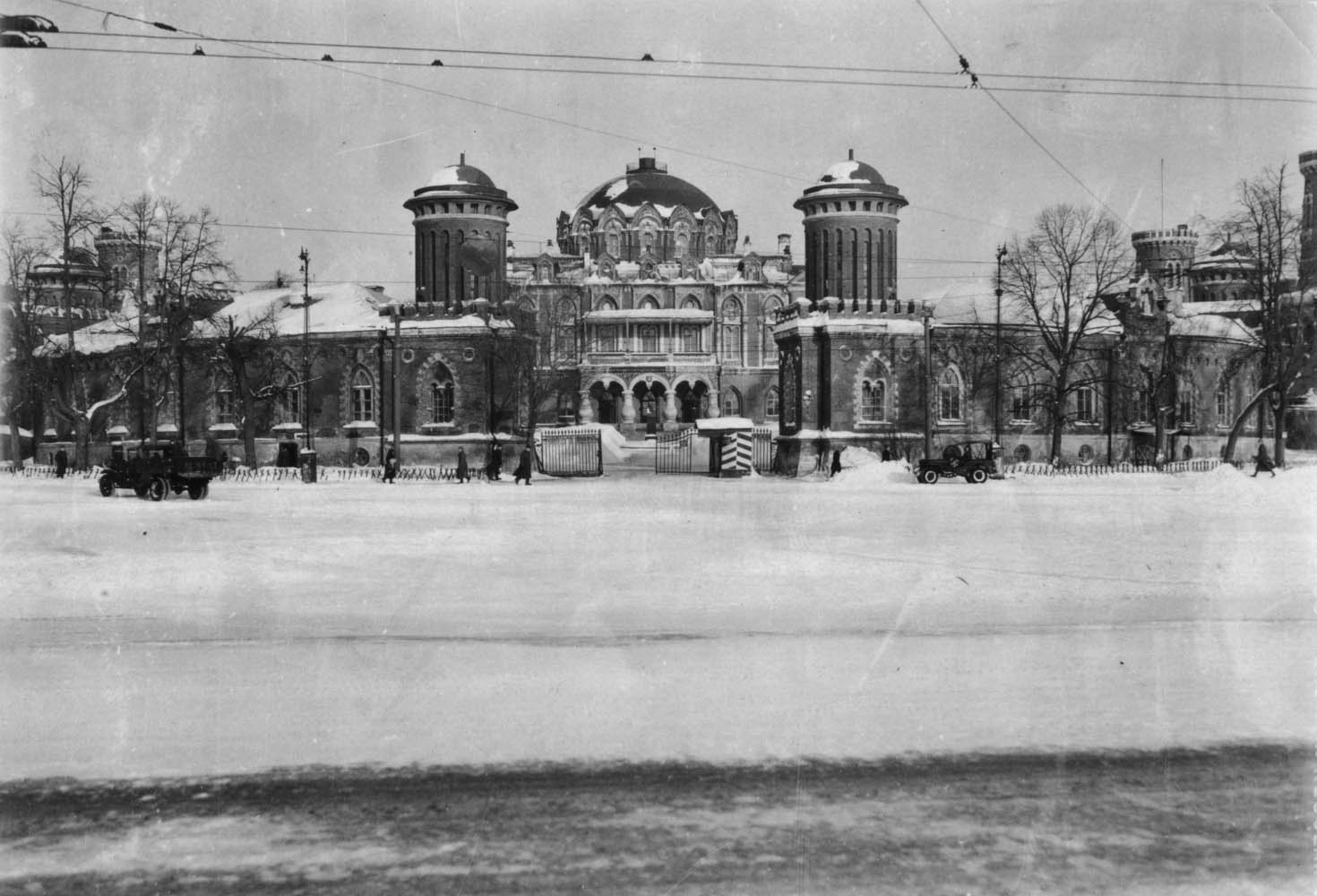
Штаб Авиации дальнего действия ВС СССР
(Петровский путевой дворец).
Москва, Ленинградский проспект, дом № 40, 1942 год.

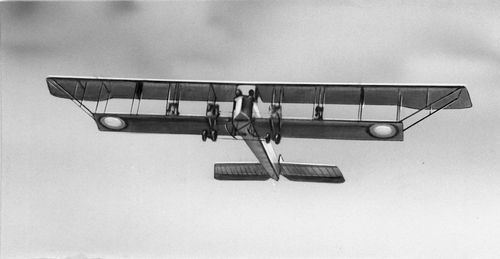
«Илья Муромец» Русского воздушного флота, в полёте.

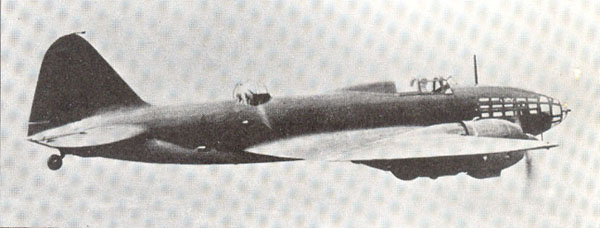
Серийный дальний бомбардировщик Ил-4.

Авиация дальнего действия ВС СССР — род сил авиации в ВВС СССР, являлась родом сил Военно-воздушных сил Вооружённых Сил Союза Советских Социалистических Республик центрального подчинения, то есть подчинялась непосредственно Верховному Главнокомандующему ВС Союза.
Сокращение, применяемое в руководящих и рабочих документах советского военного дела — АДД ВС СССР. В отдельный период времени имела наименование Авиация Главного Командования. 

## История
Первыми в мире практическим созданием тяжёлых пассажирских самолётов, с 4 двигателями на крыльях, начали заниматься в Российской империи. На пассажирском самолёте инженера и пилота И. И. Сикорского Илья Муромец было установлено несколько мировых рекордов: в 1913 году был поднят груз весом 1100 килограммов, а 1914 — 16 пассажиров и собака. Эти события были занесены в книгу рекордов Гиннесса. Данный самолёт серийно строился на Русско-Балтийском вагоностроительном заводе, всего было построено 80 таких машин.
С началом Первой мировой войны было принято решение о переоборудовании «Муромцев» в боевые машины, аппараты покрыли стальной бронёй, снабдили корабельными скорострельными пушками «Гочкис» калибра 37 мм. Скорострельная пушка устанавливалась на передней артиллерийской площадке и предназначалась для борьбы с «Цеппелинам», в её расчёт входили наводчик и заряжающий. Позже тяжёлые самолёты стали вооружать пулемётами для стрельбы по аэропланам и земле, а позднее и бомбовым и стрелковым вооружением. Эти корабли были сведены в специальное формирование — эскадру воздушного флота. С этих событий и началась история дальней авиации России.
Возрождение дальней авиации в Советской России началось через несколько месяцев после Октябрьской революции. Декретом Совета Народных Комиссаров России от 22 марта 1918 года, предписывалось сформировать Северную группу воздушных кораблей «Илья Муромец» в составе трёх боевых машин.
Новый этап развития и совершенствования дальней авиации связан с принятием на вооружение бомбардировщика ТБ-3, спроектированного под руководством авиационного конструктора А. Н. Туполева. ТБ-3 строились крупной серией, что позволило, впервые в мире, сформировать, в 1933 году, тяжёлые бомбардировочные авиационные корпуса.
В связи с развитием советского военного дела, производством отечественной техники, совершенствованием воздушных средств обороны Союза формирования оснащённые современной техникой поступали в резерв Главнокомандования ВС СССР. Одними из таких формирований были авиационные армии резерва главного командования (ААРГК) или армии особого назначения (АОН) — высшие оперативные объединения (Армия) авиации РККА, предназначенные для совместных действий с другими родами войск (сил) видов ВС и решения самостоятельных оперативных и стратегических задач,, а также оперативной и тактической подготовки разных родов сил авиации РККА. Они состояли из авиационных соединений и отдельных частей, а также частей обеспечения и обслуживания. В советских ВВС созданы в 1930-е годы. Всего было сформировано три АОН (АОН-1, АОН-2, АОН-3), состоявшие из отдельных бригад бомбардировочной авиации, крейсерских истребительных эскадрилий и полка стратегической воздушной разведки. Так в СССР в 1930-е годы, впервые в мире, была создана стратегическая авиация. Позже в 1940 году управления ААРГК (АОН) были расформированы, а их формирования вошли в состав дальнебомбардировочной авиации Главного командования (ДБА ГК) Красной Армии.
К 1941 году организационно Военно-Воздушные Силы РККА состояли из видов сил:
- Дальнебомбардировочной авиации Главного командования, которая решала как самостоятельные задачи, так и действовала совместно с другими родами войск и сил видов ВС;
- Фронтовой или окружной авиации;
- Войсковой авиации:
  - Армейской;
  - Корпусной.

С началом агрессии Германии и её союзников агрессор захватил превосходство в воздухе на театре войны, чем поставил советские Вооружённые Силы в тяжелейшие условия. Сложная обстановка в войсках и силах требовала быстрейшего разгрома авиационных формирований гитлеровской Германии и её сателлитов — Финляндии, Венгрии, Румынии и других.
Военно-воздушные силы (ВВС) РККА и РККФ стали решать эту задачу в ходе ежедневных боевых действий и при проведении воздушных операций. Авиация агрессоров уничтожалась главным образом в воздушных боях истребителями, а на аэродромах бомбардировщиками и штурмовиками.
Первые боевые вылеты экипажи Авиации Главного Командования (ДБА ГК) выполнили 22 июня 1941 года, они бомбардировали скопления войск противника в районах Сувалок и Перемышля. На 23 июня «дальние бомберы» совместно с морской авиацией РККФ бомбили Данциг, Кенигсберг, Варшаву, Краков, Бухарест. В ночь с 10 на 11 августа того же года бомбардировщики морской авиации Краснознамённого Балтийского флота и 81-й тяжёлой бомбардировочной авиационной дивизии ДБА ГК нанесли авиаудар по столице рейха городу Берлин.
В сложившейся тяжёлой обстановке, начального периода войны, происходили нарушение централизованного управления ДБА ГК, большие потери самолётов и экипажей, постоянные переформирования формирований. Силы ДБА ГК РККА дробились на мелкие группы, в итоге 74 % всех самолёто-вылетов «дальников», за 1941 год, было произведено с целью непосредственной поддержки войск на поле боя, что не являлось главным предназначением ДБА ГК.
В августе 1941 года ВГК пришлось упразднить корпусное звено управления и у ДБА ГК, так как потери сил дошли до 65 %, от первоначального состава на июнь того же года, а в составе ДАФ оставалось всего семь авиадивизий. Положение дел в ДБА ГК, к началу 1942 года, оставляло желать лучшего, поэтому для сохранения сил ДБА ГК, централизации управления ими, обеспечения массированного их применения в Ставке Верховного Главнокомандования приняли решение и создали Авиацию дальнего действия (АДД), как отдельный род сил ВВС, Постановлением ГКО Союза ССР, от 5 марта 1942 года с целью выполнения задач стратегического значения:
- нанесения бомбовых ударов по административно-политическим и военным объектам глубокого тыла противника;
- нарушения транспортного сообщения противника;
- уничтожения складов в ближнем тылу;
- бомбардировка противника на линии фронта для обеспечения стратегических операций.

Кроме того, АДД (в том числе и входящий в её состав Гражданский воздушный флот, ГВФ) широко использовалась для обеспечения партизанского движения как на оккупированной территории СССР, так и в Югославии, Чехословакии и Польше, и выполнения специальных заданий, как то доставка в любую точку глубокого тыла противника (даже под Берлин) разведчиков, разведывательных и разведывательно-диверсионных групп, оказание помощи движению Сопротивления в оккупированной Европе и многих других.
Формирования АДД выделялись из ВВС РККА в непосредственно подчинение Ставке Верховного Главнокомандующего (СВГК). В Авивцию дальнего действия передавались восемь дальнебомбардировочных авиационных дивизий, несколько аэродромов с твёрдым покрытием, создавалась независимая от ВВС Красной Армии система управления, комплектования, материально-технического обеспечения и ремонта.
Всё время своего существования Авиация дальнего действия была резервом Верховного главнокомандования (ВГК). Командующий АДД получал распоряжения только от Верховного главнокомандующего И. В. Сталина. Авиация дальнего действия на тот период времени насчитывала более 1300 бомбардировщиков ТБ-3, ТБ-7 и Ил-4.
Было создано управление и пять дальних бомбардировочных корпусов, имевших на вооружении в разное время почти до 3000 воздушных кораблей, из которых боевых — около 1800. Основу боевого самолётного парка авиации дальнего действия составляли дальние бомбардировщики Ил-4. Лётчики тяжёлой авиации наносили удары по городам Данцигу, Кёнигсбергу, Кракову, Берлину, Хельсинки, Таллину и другим, принимали активное участие в операциях на территории Прибалтики.

«Налёты русской авиации на Болгарию, Румынию и Венгрию причинили серьёзные повреждения многочисленным центрам. До сих пор вообще считали, что Россия слишком далека и занята защитой своего собственного фронта, чтобы нападать на Балканы, и поэтому там отсутствовали многие элементы предосторожности… Особенные повреждения нанесены Будапешту. По словам одного нейтрального дипломата, во время первого налёта на Будапешт сильно пострадал большой железнодорожный вокзал венгерской столицы и по заявлению венгерской печати правительство реквизирует всё стекло в городе для ремонта окон. В настоящее время все три государства лихорадочно организуют противовоздушную оборону в основных городах и на работающих на гитлеровцев заводах, предусмотрительно созданных в этих странах как бы вдали от бомбардировщиков объединённых стран»…— Английская газета, в августе 1942 года.
В сентябре 1944 года Авиация дальнего действия была передана в состав ВВС РККА и преобразована в 18-ю воздушную армию. Назначение 18 ВА при этом осталось прежним.
Согласно военной статистике, Авиацией дальнего действия было совершено самолёто-вылетов:
- более 194 000:
  - по административным и промышленным центрам врага сделано более 6600;
  - по железнодорожным узлам и магистралям врага — более 65 000;
  - по войскам противника — более 73 000;
  - по аэродромам — более 18 000;[8]
  - по морским базам и портам — более 6000.

Кроме того — по специальным заданиям произведено 7298 полётов в тыл врага и перевезено около 5500 тонн груза, в основном боевые припасы и около 12 000 человек личного состава. В АДД РВГК 273 человека стали Героями Советского Союза, шестеро удостоились высшей награды дважды.
5 апреля 1946 года постановлением Совета Министров СССР 18-я воздушная армия выделена из состава Военно-воздушных сил и на её основе создана Дальняя авиация (ДА) ВС СССР
В системе Дальней авиации ВС СССР были сформированы 4 воздушные армии (37 ВАВГК и другие), в которые вошли соединения и части Дальней авиации и вновь созданные соединения на базе существующих из числа переформированных соединений действующей армии. В её состав вошли воздушные армии с управлениями в Смоленске, Виннице и Хабаровске. Все воздушные армии Дальней авиации (ВАДА) просуществовали до 1960 года, когда в связи с ростом числа ракетной техники изменилась военная доктрина ВС СССР. Три армии были переформированы в ракетные армии, а одна армия была расформирована в середине 1953 года.

## Состав
Представлены только авиационные формирования, остальные формирования (связи, аэродромные, охраны и так далее) указаны как другие.

### ДБА
К началу Великой Отечественной войны ДБА ГК включала:
| - управление (отдел); - пять авиакорпусов: - 1-й бомбардировочный авиационный корпус ДБА (1 бакДБА), ЛВО: - 40-я дальнебомбардировочная авиационная дивизия - 7-й дальнебомбардировочный авиационный полк - 53-й дальнебомбардировочный авиационный полк - 200-й дальнебомбардировочный авиационный полк - 51-я дальнебомбардировочная авиационная дивизия - 203-й дальнебомбардировочный авиационный полк - 204-й дальнебомбардировочный авиационный полк - 56-я авиационная дивизия (до 9 июля 1941 г.) - 198-й истребительный авиационный полк - 199-й истребительный авиационный полк - 234-й истребительный авиационный полк - другие формирования. - 2-й бомбардировочный авиационный корпус ДБА (2 бакДБА) ОрВО: - 35-я дальнебомбардировочная авиационная дивизия - 100-й дальнебомбардировочный авиационный полк - 219-й дальнебомбардировочный авиационный полк - 223-й дальнебомбардировочный авиационный полк - 48-я дальнебомбардировочная авиационная дивизия - 51-й дальнебомбардировочный авиационный полк - 220-й дальнебомбардировочный авиационный полк - 221-й дальнебомбардировочный авиационный полк - 222-й дальнебомбардировочный авиационный полк - 67 иад; - другие формирования. - 3-й бомбардировочный авиационный корпус ДБА (3 бакДБА), ЗОВО; - 42-я дальнебомбардировочная авиационная дивизия - 4-й дальнебомбардировочный авиационный полк - 96-й дальнебомбардировочный авиационный полк - 207-й дальнебомбардировочный авиационный полк - 52-я дальнебомбардировочная авиационная дивизия - 1-й тяжёлый бомбардировочный авиационный полк - 3-й дальнебомбардировочный авиационный полк - 212-й дальнебомбардировочный авиационный полк - 61 иад; - другие формирования. - 4-й бомбардировочный авиационный корпус ДБА (4 бакДБА), ОВО: - 22-я авиационная дивизия (Запорожье, Саки) - 8-й дальнебомбардировочный авиационный полк, 69 самолётов ДБ-3ф (42 экипажа), аэродром Бекетовка (Запорожье); - 11-й дальнебомбардировочный авиационный полк, 54 самолётов ДБ-3, ДБ-3 (41 экипаж), аэродром Б. Токмак (Запорожье); - 21-й дальнебомбардировочный авиационный полк, 72 самолётов ДБ-3, ДБ-3 (50 экипажей), аэродром Саки; - 50-я дальнебомбардировочная авиационная дивизия (ДБ-3) (Ростов-на-Дону, Новочеркасск) - 81-й дальнебомбардировочный авиационный полк, 61 самолётов ДБ-3ф (50 экипажей), аэродром Хотунок (Новочеркасск); - 228-й дальнебомбардировочный авиационный полк, 10 самолётов ДБ-3ф, ДБ-3А (13 экипажей), аэродром Хотунок (Новочеркасск); - 229-й дальнебомбардировочный авиационный полк, 56 самолётов ДБ-3ф (45 экипажей), аэродром Ростов—Центральный; - 231-й дальнебомбардировочный авиационный полк, 19 самолётов ДБ-3ф (9 экипажей), аэродром Ростов—Центральный. - 8-я дальнебомбардировочная авиационная дивизия, Скоморохи - 90-й дальнебомбардировочный авиационный полк, 60 самолётов ДБ-3ф (36 экипажей), аэродром Бронники (Скоморохи) - 93-й дальнебомбардировочный авиационный полк, 58 самолётов ДБ-3ф (45 экипажей), аэродром Журбенцы (Скоморохи) - 14-й тяжёлый бомбардировочный авиационный полк, 38 самолётов ТБ-3 (35 экипажа), аэродром Борисполь, Гоголев. - 66-я авиационная дивизия (по 09.07.1941 г.) - 246-й истребительный авиационный полк - 295-й истребительный авиационный полк - 296-й истребительный авиационный полк (И-16) - 297-й истребительный авиационный полк - другие формирования. - 5-й бомбардировочный авиационный корпус ДБА (5 бакДБА), ДВФ: - 33 дбад; - 53 дбад; - 68 иад; - другие формирования. - три отдельных авиадивизии: - 18-я отдельная дальнебомбардировочная авиационная дивизия (18 одбад), ЗОВО; - 26-я отдельная дальнебомбардировочная авиационная дивизия (26 одбад), (ЗакВО); - 30-я отдельная дальнебомбардировочная авиационная дивизия (30 одбад), ЗабВО. - один отдельный авиаполк — 212-й отдельный дальнебомбардировочный; - другие формирования. Итого: около 1500 самолётов (13,5 % от общего самолётного парка ВВС КА) и почти 1000 боеготовых экипажей. |

### АДД
март 1942 года
- Управление (штаб), дислоцировался в здании Военной академии командного и штурманского состава ВВС Красной Армии на Ленинградском проспекте (ныне — Петровский путевой дворец).
- восемь дальнебомбардировочных авиационных дивизий;
- и другие формирования.

Итого: 341 самолёт, 367 экипажей.
1943
К началу 1943 года в боевом составе АДД ВГК было 11 авиационных дивизий. В соответствии с постановлением ГКО СССР, в мае стали формироваться восемь дальнебомбардировочных авиационных корпусов. Боевой состав авиации дальнего действия возрос до 700 самолётов и благодаря оборонной промышленности продолжал увеличиваться, хотя и медленными темпами, а задача была довести его до 1200 самолётов.
В декабре АДД ВГК имела в своём составе 17 авиационных дивизий и 34 авиационных полка.

### 18-я воздушная армия
- Управление (штаб), дислоцировался в здании Военной академии командного и штурманского состава ВВС Красной Армии на Ленинградском проспекте (ныне — Петровский путевой дворец).
- 1-й гвардейский Смоленский бомбардировочный авиационный корпус [14];
- 2-й гвардейский Брянский бомбардировочный авиационный корпус[14];
- 3-й гвардейский Сталинградский бомбардировочный авиационный корпус[14];
- 4-й гвардейский Гомельский бомбардировочный авиационный корпус[14];
- 19-й бомбардировочный авиационный корпус (до февраля 1945 года)[14];
- 9-й гвардейский бомбардировочный авиационный корпус[14];
- 45-я бомбардировочная авиационная дивизия (полковник В. И. Лебедев)[14];
- 56-я авиационная дивизия истребителей дальнего действия (полковник А. Д. Бабенко)[14];
- 73-я вспомогательная авиационная дивизия[14];
- 27-я учебная авиационная дивизия[14].

## Руководство
Всё время существования АДД её возглавлял А. Е. Голованов. Начальником медицинской службы АДД с 1947 по 1953 являлся Л. Г. Ратгауз.